# Monastero di Žďár nad Sázavou
Il monastero di Žďár nad Sázavou venne fondato nel 1252 dal nobile moravo Boček z Jaroslavic a ze Zbraslavi a Žďár. Affidato ai cistercensi del monastero di Nepomuk, sopravvisse fino alle soppressioni giuseppine, nel 1784.
Il rinnovamento dell'edificio, in forme barocche, ebbe luogo dal 1706 e venne curato da Jan Santini-Aichl e dalla sua scuola. 
Trasformato in castello dopo la soppressione della comunità monastica del 1784, venne acquistato dalla famiglia Dietrichstein; per eredità passò poi in proprietà della famiglia dei conti Clam-Gallas, e infine ai Kinsky (ramo di Vchynice e Tetov). Dopo la nazionalizzazione del patrimonio monumentale, il castello venne restituito a Radslav Kinský.
All'interno del castello sono oggi allestiti un museo del libro, una esposizione dedicata a Jan Santini-Aichel e delle mostre temporanee di arte contemporanea.
Nel cortile del palazzo si trovano sculture di Mathias Wenzel Jäckel, celebre per le statue del Ponte Carlo.

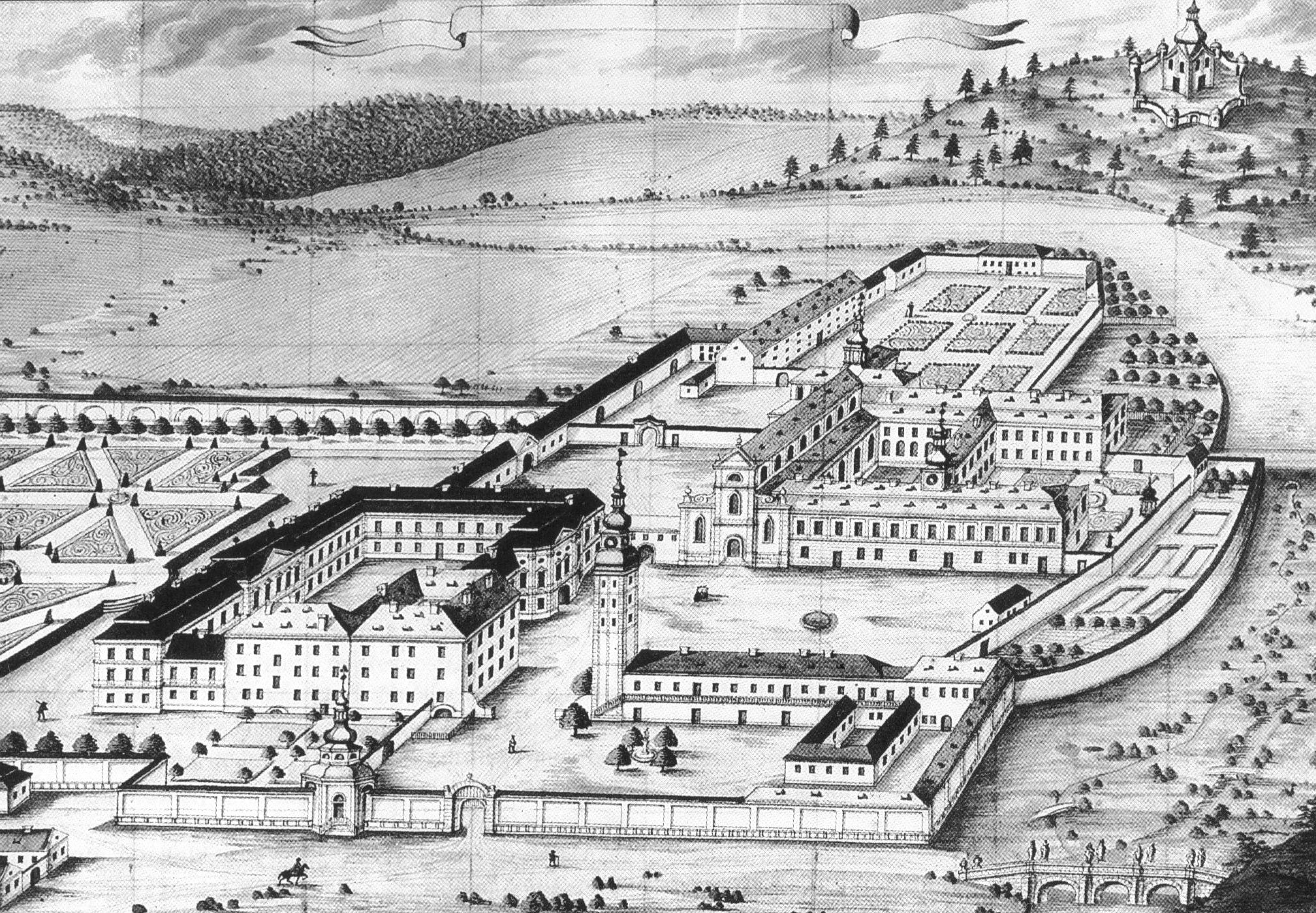
Prospetto del monastero nel XVIII secolo
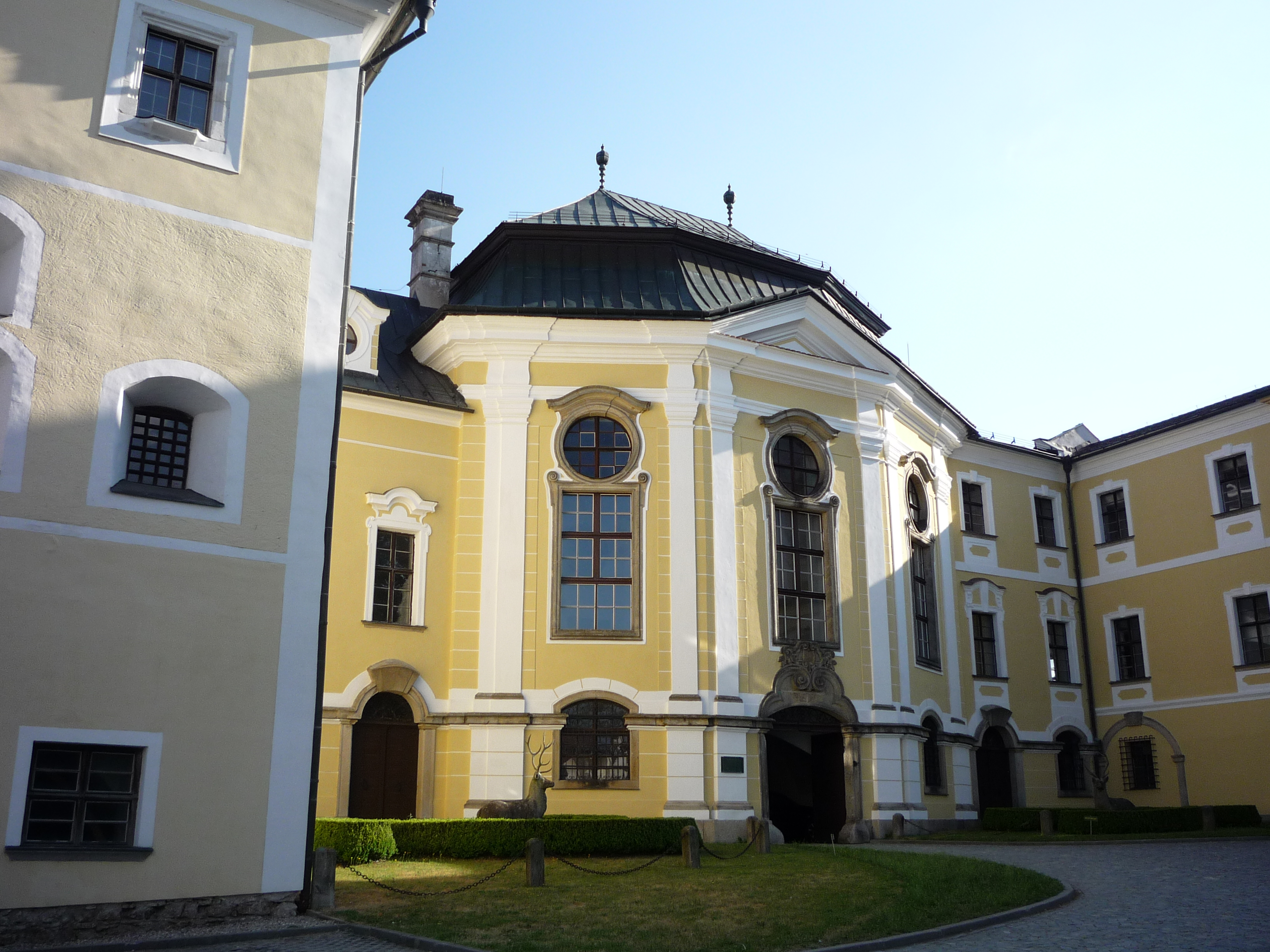
Ingresso al castello
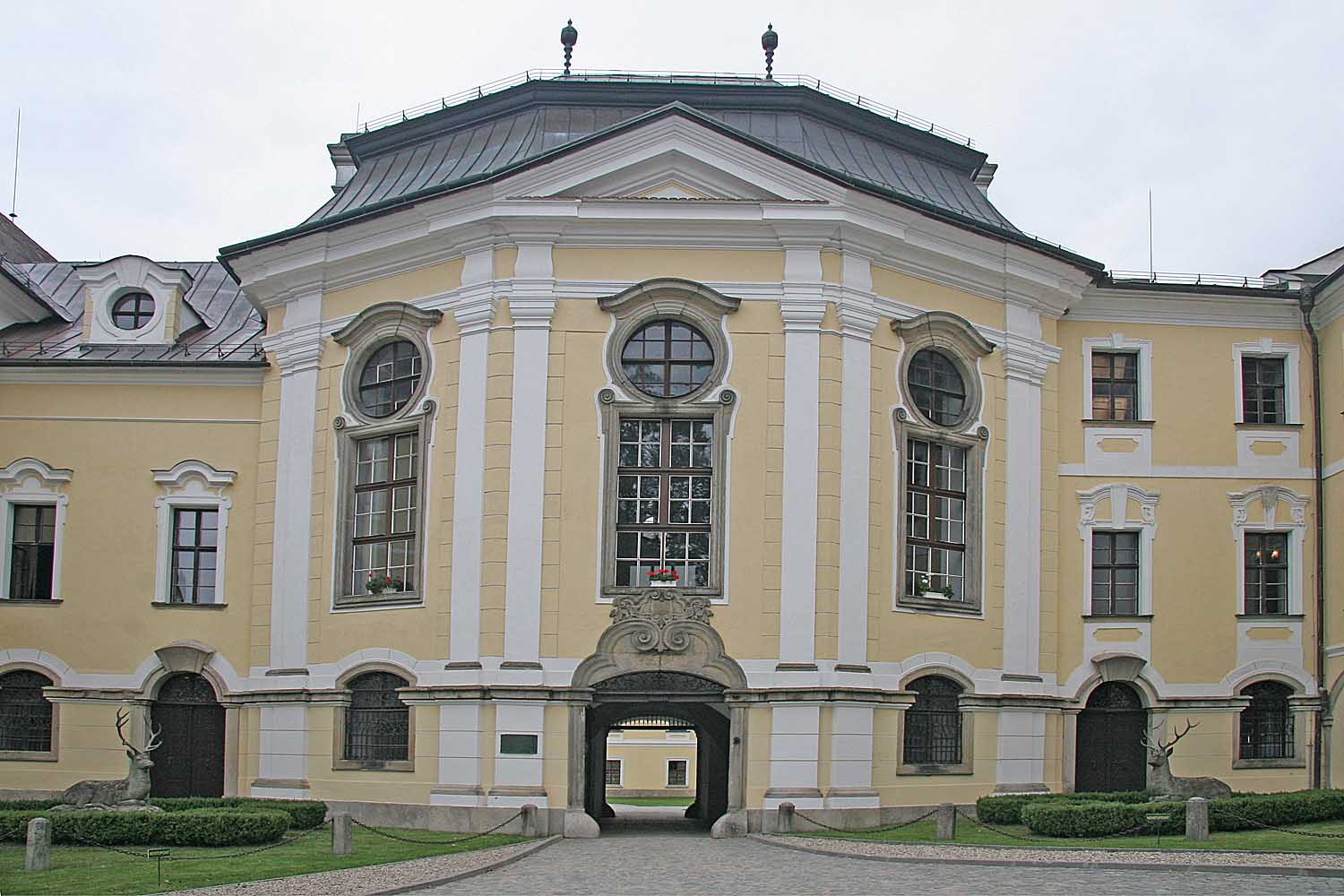
La prelatura
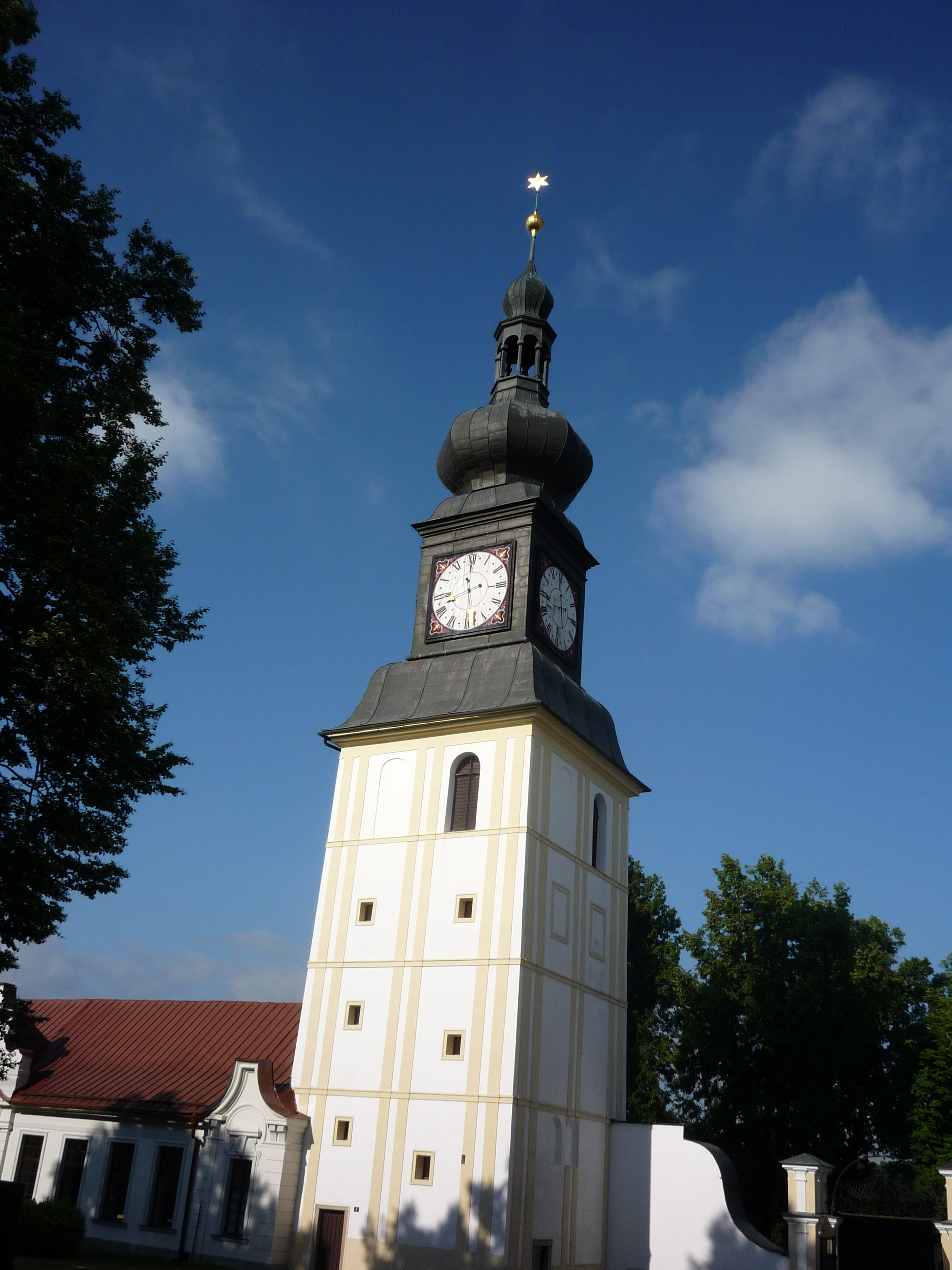
Il campanile